# 格里亞萊奇峰
46°41′37″N 9°57′17″E / 46.69361°N 9.95472°E

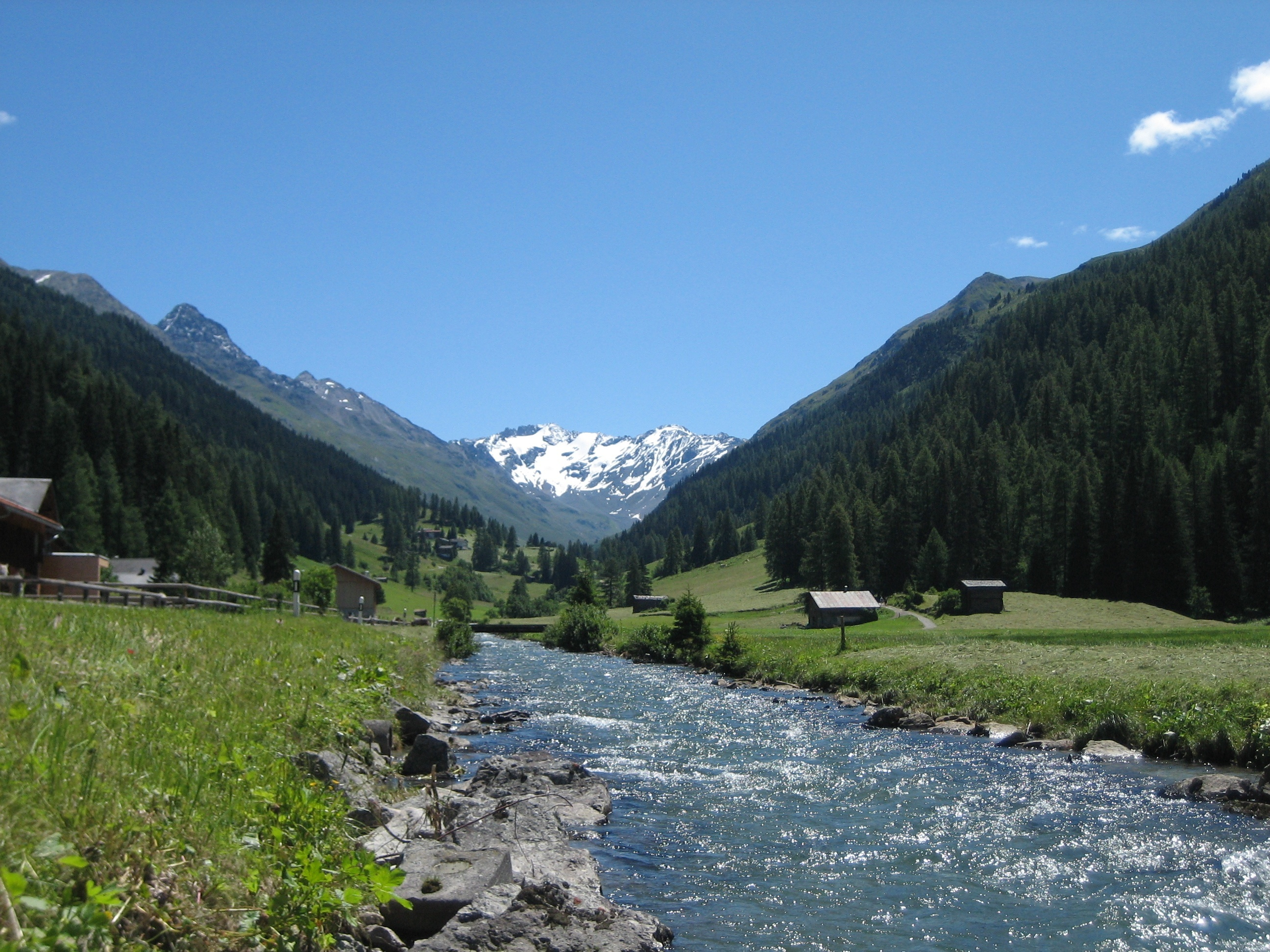

格里亞萊奇峰（Piz Grialetsch），是瑞士的山峰，位於該國東南部，由格勞賓登州負責管轄，屬於阿爾布拉山脈的一部分，海拔高度3,131米，每年平均降雨量1,367毫米。